# Сан-Салвадор-ди-Лорделу
Сан-Салвадо́р-ди-Лорде́лу (порт. São Salvador de Lordelo)  —  район (фрегезия) в Португалии,  входит в округ Порту. Является составной частью муниципалитета  Паредиш. По старому административному делению входил в провинцию Дору-Литорал. Входит в экономико-статистический  субрегион Тамега, который входит в Северный регион. Население составляет 9930 человек на 2001 год. Занимает площадь 9,25 км².
Покровителем района считается Иисус Христос (порт. São Salvador). 